# Музей истории евреев в России
Музей истории евреев в России — частный музей, основанный в 2011 году в Москве бизнесменом и общественным деятелем Сергеем Устиновым, один из крупнейших еврейских музеев на постсоветском пространстве. В своей деятельности музей стремится реконструировать целостную картину еврейской жизни на территории Российской империи и СССР во всём многообразии её культурных, социальных и политических форм. Практически все экспонаты музея — подлинные предметы, а вход в музей — свободный.

## О музее
В апреле 2010 года в библиотека иностранной литературы имени М. И. Рудомино прошла выставка под названием «Еврейская община. Черты оседлости». В числе приглашённых был Сергей Устинов, вице-президент Российского еврейского конгресса по культуре, которому и принадлежала идея создания еврейского музея. Эта выставка явилась началом практической работы по созданию музея истории евреев в России: подготовки его концепции формированию коллекции, строительству экспозиции. Первый в стране музей истории евреев создавался в короткие сроки. Всего за год было собрано 4 тысячи экспонатов, которые покупали у частных лиц и на крупных аукционах.

И сколько времени им понадобилось, чтобы собрать коллекцию, придумать экспозицию (там тысяча вещей первого ряда, и в четыре раза больше в запаснике), все это смонтировать и открыться? Год. Один год. По три хита в день они доставали и даже, видимо, больше, потому что надо же вычесть 52 субботы. Если что-нибудь понимать в музейном деле, то можно точно сказать — этого не может быть, потому что не может быть никогда. Это чудо, будто им кто-то удлинил время, вмещая в год по десять. Это не люди, а небывалые прежде богатыри музейной практики,— Григорий Ревзин.
Открытие музея состоялось 18 мая 2011 года в Москве по адресу Петровско-Разумовская аллея, дом 10, корпус 3.
С 2012 года музей — член ассоциации еврейских музеев Европы (AEJM).
Музей активно участвует в выставочной деятельности, участник ежегодной Олимпиады «Музеи. Парки. Усадьбы» и акции «Ночь музеев». В музее открыто пространство для проведения публичных лекций, дискуссий и конференций, создана библиотека и несколько центров: толерантности, исследовательский, авангарда и детский.
В 2021 году музей стал участником проекта «История России в фотографиях», передав ему фронтовые снимки из своей коллекции.

### Экспозиция

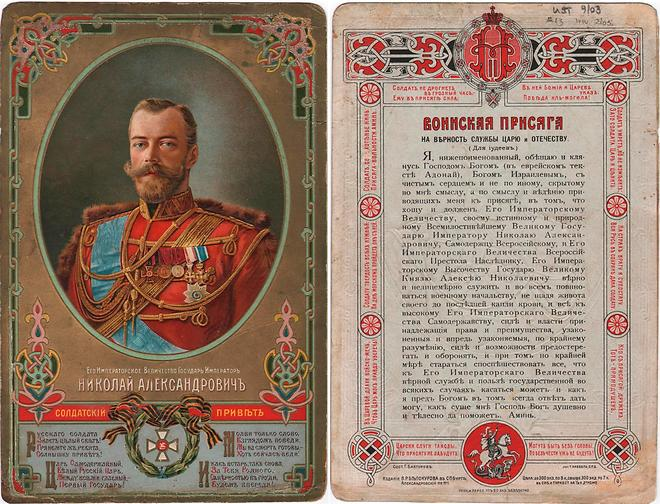
Воинская присяга на верность службы Царю и Отечеству. Из собрания МИЕВР

Экспозиция музея занимает 300 квадратных метров и располагается в 11 помещениях. Она рассказывает о жизни евреев в Российской Империи (после трёх разделов Польши) и СССР, где проживала крупнейшая по численности еврейская община и сформировался особый тип российского и советского еврейства. В экспозицию включены этнографические артефакты и документы по истории еврейского образования и Хаскалы, о наиболее характерных для евреев профессиях и еврейских земледельческих колониях, о взаимоотношениях с властью и политической борьбе, о светской культуре, музыке и литературе на идише и иврите, об участии евреев в войнах Российской империи и СССР.
Экспозиция музея условно делится на две части:

1. Традиционная культура — сложившиеся формы существования общины, образование, благотворительность, особенности быта, соблюдение религиозных предписаний, «священная работа» (украшение синагог и предметов религиозного культа).

2. Исторические процессы — взаимоотношения евреев с обществом и властью; вклад евреев в развитие экономики, культуры и науки; опыт землеустройства евреев и попытка создания в СССР еврейской автономии.

### Коллекция музея
В собрании музея свыше 8000 предметов, из них в экспозиции представлено около 1000 экспонатов. Самые ранние экспонаты датированы XVIII веком. В коллекциях представлены все еврейские религиозные и субэтнические группы: восточноевропейские ашкеназы, грузинские, горские и бухарские евреи, а также караимы и русские сектанты, принявшие иудаизм — геры и субботники). Имеющиеся в музее материалы отражают особенности их быта и культуры, а также своеобразие исторического развития.
Наиболее уникальные коллекции: коллекция амулетов, мизрахов, лубков и йорцайтов; коллекция афиш, либретто и программ еврейских театров; коллекция сосудов для пожертвований, коллекция артефактов и документов по неашкеназским общинам России: бухарским, горским и грузинским евреям. Один из самых ценных экспонатов музея — созданный в 1866 году арон-кодеш, резной шкаф для хранения свитков Торы.
Важнейшим способом пополнения коллекции являются экспедиции сотрудников музея по России и Восточной Европе, на Кавказ, в Среднюю Азию. Комплектование материалов в уцелевших общинах или в семьях всегда сопровождается сбором и изучением этнографической информации.

## Внешние видеоссылки
- Музей истории евреев в России // jewishmuseumrussia
- Музей истории евреев в России //Образование для всех. Первый образовательный канал.
- Музей истории евреев в России // STMEGI-TV
- Лекция-экскурсия искусствоведа Григория Казовского «Бухарская коллекция Музея истории евреев в России» // ESHKOLOTnew
- Лекция-экскурсия этнографа Марии Каспиной «Магические амулеты из запасников Музея истории евреев в России» // ESHKOLOTnew
- Лекция-экскурсия этнографа Марии Каспиной «Магические амулеты из запасников Музея истории евреев в России» // ESHKOLOTnew